# Iguazú

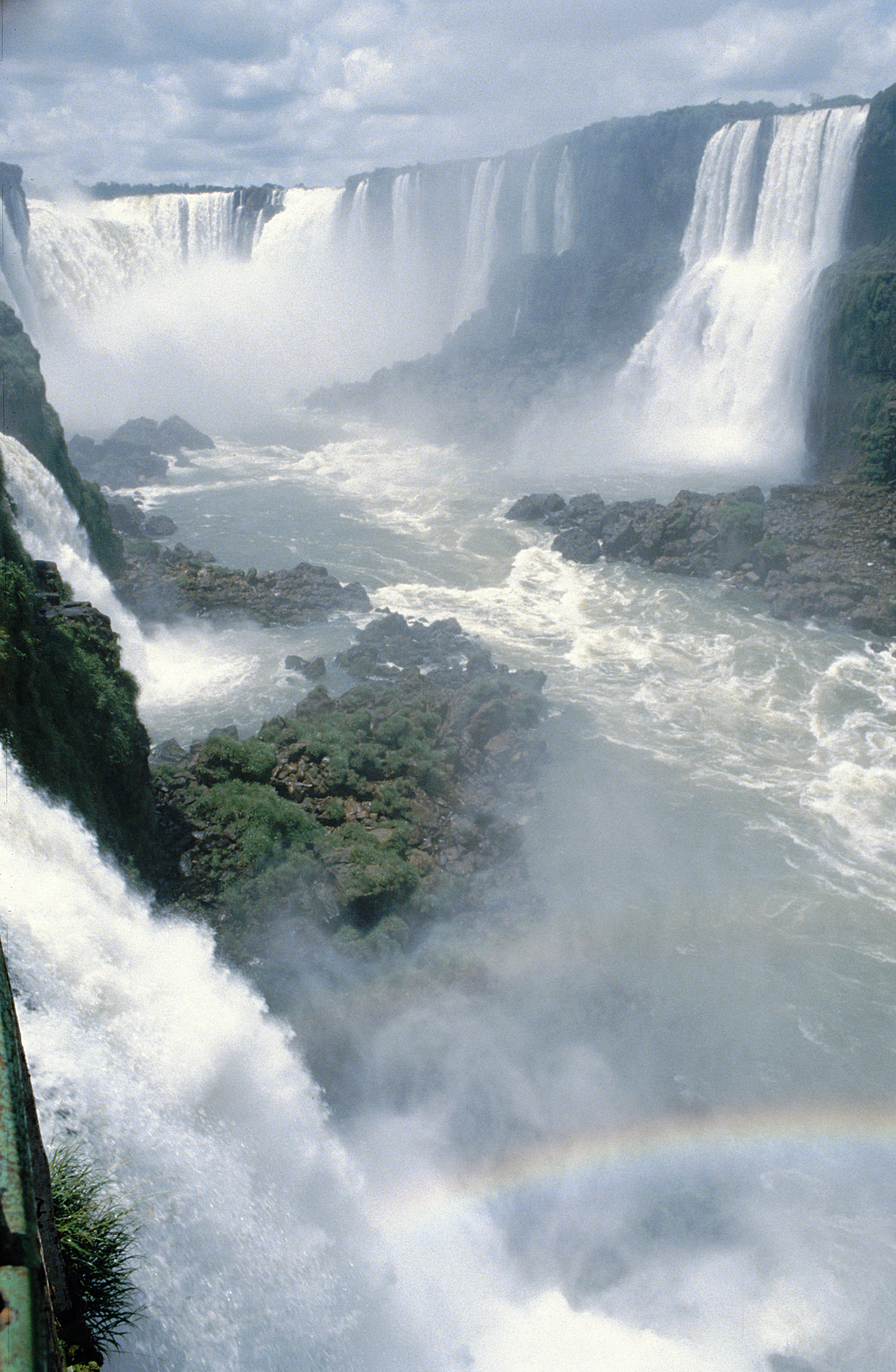
Garganta del Diablo

Iguazú este un râu cu lungimea de  1.320 km, fiind afluentul celui mai lung fluviu din America de Sud. Numele lui „Iguazú” provine din limba guarani (în traducere „Apa Mare”). Iguazú ia naștere prin confluența râului Iraí cu Atuba la Curitiba (Brazilia). Înainte de vărsarea lui în Río Paraná, formează lângă orașul Foz do Iguaçu, cascadele Garganta del Diablo situate la granița dintre Brazilia și Argentina. Orașele Foz do Iguaçu și Puerto Iguazú din Argentina sunt legate de un pod peste Iguazú.
Pe lângă Buenos Aires și ghețarul Moreno, Cascada Iguazú este una dintre cele trei mari atracții ale Argentinei, iar parcul național care înconjoară poate cea mai impunatoare cascadă din lume are o suprafață de 670 km m² de pădure tropicală.
Cu cascada sa spectaculoasă și pentru nemaipomenitele peisaje și biodiversitate, Parque Nacional Iguazú face pe drept parte din Patrimoniul mondial UNESCO încă din anul 1984. Din cauza popularității sale este însă imposibil să te bucuri în liniște de splendoarea naturii, când mulțimile de oameni coboară pe aleile pavate și aranjate ce duc spre cascadă. În pădurea subtropicală înconjurătoare, păsări sunt din plin, dar alte viețuitoare sunt mai greu de observat în bolta și iarba rece. Există peste 2.000 de specii de plante, păsări și are viețuitoare - furnicari, jaguari, tapiri și oceloți - pe care cei mai mulți vizitatori nu le văd.
Cu toate acestea, este evident că marea cascadă, în special torentele ce cad peste amfiteatrul de bazalt cunoscut drept Garganta del Diablo (Gâtlejul Diavolului) este în centrul atenției.
Nimeni nu poate să nege că tunătoarea cascadă Iguazú este una dintre cele mai spectaculoase priveliști de pe continentul sud-american.